# Vault 7
Vault 7 là một loạt các tài liệu mà WikiLeaks bắt đầu phát hành vào ngày 7 tháng 3 năm 2017 nêu chi tiết các hoạt động cụ thể của Cơ quan Tình báo Trung ương Hoa Kỳ thực hiện giám sát điện tử và chiến tranh trên mạng. Theo người sáng lập WikiLeaks, Julian Assange, Vault 7 là bản phát hành toàn diện nhất của các tập tin gián điệp của Hoa Kỳ từng bị công khai hóa. Các tập tin, kể từ năm 2013-2016, bao gồm các chi tiết về khả năng phần mềm của cơ quan, chẳng hạn như khả năng xâm nhập truyền thông thông minh (smart TV), điện thoại thông minh, bao gồm iPhone của Apple và điện thoại chạy hệ điều hành Android của Google cũng như các hệ điều hành như Windows, MacOS và Linux.

## Phát hành
Tập đầu tiên của các tài liệu được phát hành gồm có 7.818 trang web với 943 tệp đính kèm, được cho là của Trung tâm Tình báo điện tử, chứa nhiều trang hơn là bản phát hành NSA của Edward Snowden. WikiLeaks không nêu tên nguồn nhưng nói rằng các tập tin này đã "lưu hành giữa các hacker và nhà thầu của chính phủ Mỹ trước đây một cách trái phép, một trong số đó đã cung cấp cho WikiLeaks một số phần của kho lưu trữ". Theo WikiLeaks, nguồn "mong muốn Để bắt đầu một cuộc tranh luận công khai về an ninh, sáng tạo, sử dụng, phổ biến vũ khí hạt nhân và kiểm soát vũ khí dân chủ "vì những công cụ này đặt ra các câu hỏi" cần khẩn trương thảo luận tại nơi công cộng, bao gồm cả khả năng của các CIA vượt quá thẩm quyền và vấn đề của nó Giám sát công khai của cơ quan này ".
WikiLeaks đã biên soạn tên và các thông tin xác định khác từ các tài liệu trước khi phát hành. Nó cũng cho biết sẽ hoãn việc phát hành mã nguồn cho vũ khí không gian mạng, được cho là có hàng trăm triệu dòng dài ", cho đến khi một sự đồng thuận xuất hiện về bản chất kỹ thuật và chính trị của chương trình CIA và" vũ khí "như thế nào Phân tích, giải giới và xuất bản ".
CIA mất quyền kiểm soát phần lớn kho vũ khí hacking của mình bao gồm phần mềm độc hại, khai thác vũ khí "zero day", các hệ thống điều khiển từ xa độc hại và các tài liệu liên quan. Bộ sưu tập phi thường này, chiếm hơn vài trăm triệu dòng mã, mang lại cho chủ sở hữu của mình toàn bộ khả năng hack của CIA.
Edward Snowden bình luận về tầm quan trọng của việc phát hành, tuyên bố rằng nó cho thấy Chính phủ Hoa Kỳ đang "phát triển các lỗ hổng trong các sản phẩm của Mỹ" và "cố ý giữ cho lỗ hổng mở", mà ông cho là thiếu thận trọng.
Nathan White, Quản lý Cấp cao tại Access Now lưu ý:
Ngày nay, an ninh kỹ thuật số của chúng tôi đã bị tổn hại bởi vì CIA đã được dự trữ lỗ hổng hơn là làm việc với các công ty để vá chúng. Hoa Kỳ có nghĩa vụ phải có một quy trình giúp bảo vệ các thiết bị số và dịch vụ kỹ thuật số của chúng ta - "Quy trình Các công ty dễ bị tổn thương". Nhiều lỗ hổng này có thể được tiết lộ và vá một cách có trách nhiệm. Sự rò rỉ này chứng minh rủi ro kỹ thuật số vốn có của việc tích trữ các lỗ hổng hơn là sửa chúng.

## Tính xác thực
Khi được hỏi về tính xác thực của họ, người phát ngôn CIA trả lời rằng tổ chức này "không bình luận về tính xác thực hoặc nội dung của tài liệu tình báo có chủ ý", nhưng nói trên điều kiện giấu tên, các quan chức tình báo hiện tại và trước đây nói rằng các tài liệu dường như là xác thực.
Theo Edward Snowden, cựu nhân viên NSA và người tố cáo, các tài liệu "trông có vẻ xác thực" Robert M. Chesney, giáo sư luật tại Đại học Texas và là Giám đốc Chương trình Chính sách Công nghệ và Công nghệ tại Trung tâm Chiến lược và Quốc tế Các nghiên cứu (CSIS), đã so sánh Vault 7 với các công cụ hacker NSA được công bố năm 2016 bởi một nhóm gọi là The Shadow Brokers.

## Tổ chức chiến tranh trên mạng của Mỹ
WikiLeaks nói rằng các tài liệu này đến từ "một mạng lưới an ninh độc lập cao, nằm trong trung tâm CIA của CIA (CCI) ở Langley, Virginia". Các tài liệu cho phép WikiLeaks xác định một phần cấu trúc và tổ chức của CCI. CCI báo cáo có toàn bộ đơn vị dành cho việc lợi dụng kẽ hở các sản phẩm của Apple.
Chính phủ Hoa Kỳ đã sử dụng Tổng Lãnh sự quán tại Frankfurt, Đức làm cơ sở cho các hoạt động trên mạng. Lãnh sự quán ngoại giao này được biết đến là cơ quan lãnh sự quán Mỹ lớn nhất trên toàn thế giới về nhân sự và cơ sở vật chất và đã đóng một vai trò nổi bật trong kiến trúc thông tin tình báo của chính phủ Hoa Kỳ trong nhiều năm. Các nhân viên tình báo bao gồm các nhân viên CIA, gián điệp NSA, nhân viên phục vụ bí mật quân đội, nhân viên Bộ An ninh Nội địa Mỹ và nhân viên Dịch vụ Mật vụ đang làm việc trong khu phức hợp tòa nhà với bức tường cao và dây thép gai ở phía bắc thành phố.